# Geiselhof (Stulln)
Geiselhof ist ein Ortsteil der Gemeinde Stulln im Landkreis Schwandorf des Regierungsbezirks Oberpfalz im Freistaat Bayern.

## Geografie
Geiselhof liegt bei der Mündung des Eselsbachels in den Altbach. Der Altbach mündet 140 Meter weiter in den Fallbach, der sich 40 Meter weiter mit dem Hüttenbach vereinigt. Das Eselsbachel ist die Fortsetzung des Ebertsbierlbaches, der bei Freiung im Untergrund verschwindet. Geiselhof liegt 2,4 Kilometer nordwestlich von Stulln, 2,5 Kilometer südöstlich der Bundesautobahn 6 und 300 Meter nordwestlich der Staatsstraße 2040. Nördlich von Geiselhof erhebt sich der 412 Meter hohe Riesenberg. Die Umgebung von Geiselhof ist von Quellen und Bächen geprägt, deren Wasser in zahlreichen Fischweihern genutzt wird.

## Geschichte
1974 wurde westlich von Geiselhof (auch: Geislhof) am Eselsbachel ein Walzenbeil gefunden. Dieser und viele andere Funde in der Umgebung beweisen, dass die Region schon in der Jungsteinzeit (4000 bis 1800 v. Chr.) besiedelt war.
Valentin Fuchs von Dornheim erwarb 1609 den Zehent über den Geiselhof.
1808 wurde der Geiselhof im Häuser- und Rustikalsteuerkataster mit einem Anwesen und dem Besitzer Georg Schmall aufgeführt.
1808 begann in Folge des Organischen Ediktes des Innenministers Maximilian von Montgelas in Bayern die Bildung von Gemeinden. Dabei wurde das Landgericht Nabburg zunächst in landgerichtische Obmannschaften geteilt. Geiselhof kam zur Obmannschaft Stulln. Zur Obmannschaft Stulln gehörten: Stulln, Brensdorf, Grafenricht, Säulnhof, Schanderlhof, Vierbruckmühle, Geiselhof, Säulnhofermühle und Freiung.
Dann wurden 1811 in Bayern Steuerdistrikte gebildet. Dabei kam Geiselhof zum Steuerdistrikt Säulnhof. Der Steuerdistrikt Säulnhof bestand aus den Dörfern Säulnhof und Grafenricht, den Einöden Schanderlhof, Vierbruckmühle, Geiselhof, Säulnhofermühle und der Abdeckerei Freiung. Er hatte 26 Häuser, 170 Seelen, 250 Morgen Äcker, 60 Morgen Wiesen, 25 Morgen Holz, 5 Weiher, 5 Morgen öde Gründe und Wege, 2 Pferde, 38 Ochsen, 24 Kühe, 25 Stück Jungvieh, 75 Schafe und 24 Schweine.
Schließlich wurde 1818 mit dem Zweiten Gemeindeedikt die übertriebene Zentralisierung weitgehend rückgängig gemacht und es wurden relativ selbständige Landgemeinden mit eigenem Vermögen gebildet, über das sie frei verfügen konnten. Hierbei kam Geiselhof zur Ruralgemeinde Stulln. Die Gemeinde Stulln bestand aus den Ortschaften Stulln mit 20 Familien, Brensdorf mit 18 Familien, Grafenricht mit 8 Familien, Säulnhof mit 11 Familien, Schanderlhof mit 1 Familie, Vierbruckmühle mit 2 Familien, Geiselhof mit 2 Familien und Freiung mit 1 Familie.
Geiselhof gehört zur Pfarrei Schmidgaden im Dekanat Nabburg. 1997 hatte Geiselhof 8 Katholiken.

## Einwohnerentwicklung ab 1819
| Jahr | Einwohner  | Gebäude |
| ---- | ---------- | ------- |
| 1819 | 2 Familien | k. A.   |
| 1828 | 8          | 1       |
| 1838 | 10         | 1       |
| 1864 | 11         | 7       |
| 1875 | 11         | 5       |
| 1885 | 13         | 1       |
| 1900 | 16         | 1       |
| 1913 | 10         | 1       |

| Jahr | Einwohner | Gebäude |
| ---- | --------- | ------- |
| 1925 | 7         | 1       |
| 1950 | 13        | 1       |
| 1961 | 12        | 2       |
| 1964 | 12        | 2       |
| 1970 | 6         | k. A.   |
| 1987 | 8         | 2       |
| 2011 | 10        | k. A.   |